# Брадеруп
Брадеруп (њем. Braderup) општина је у њемачкој савезној држави Шлезвиг-Холштајн. Једно је од 132 општинска средишта округа Нордфризланд. Према процјени из 2010. у општини је живјело 661 становника. Посједује регионалну шифру (AGS) 1054017.

## Географски и демографски подаци
Брадеруп се налази у савезној држави Шлезвиг-Холштајн у округу Нордфризланд. Општина се налази на надморској висини од 4 метра. Површина општине износи 13,4 km². У самом мјесту је, према процјени из 2010. године, живјео 661 становник. Просјечна густина становништва износи 50 становника/km².